# Augusto Romano Burelli

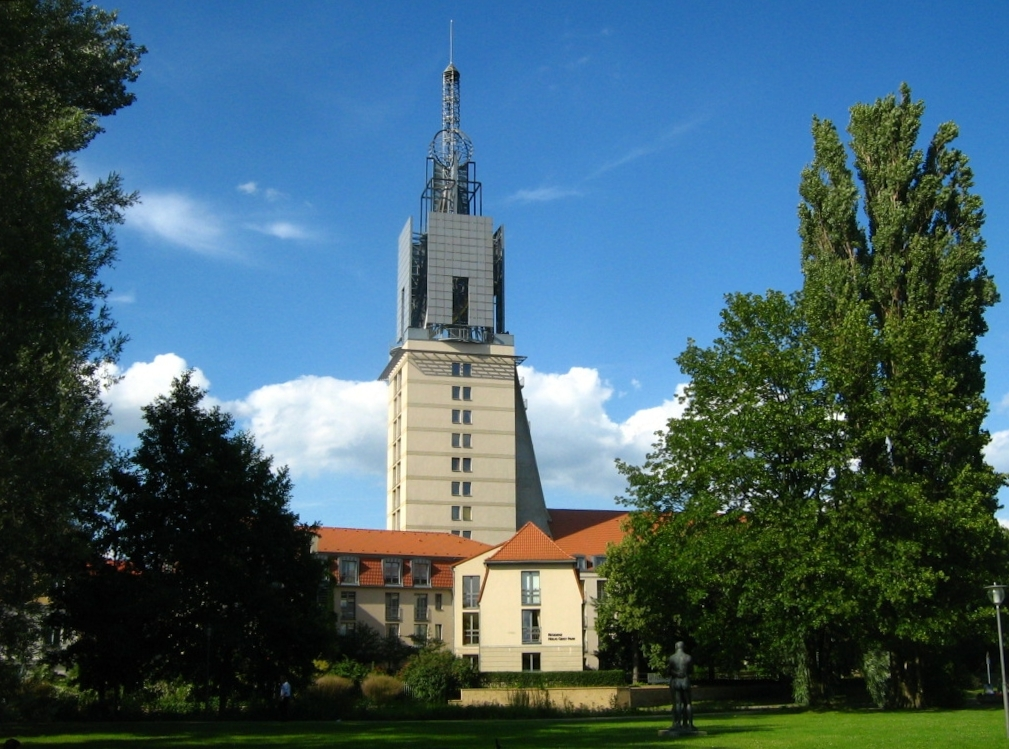
Residenza Heilig-Geist-Park, Potsdam

Augusto Romano Burelli (Dignano al Tagliamento, 1938) è un architetto italiano.

## Biografia

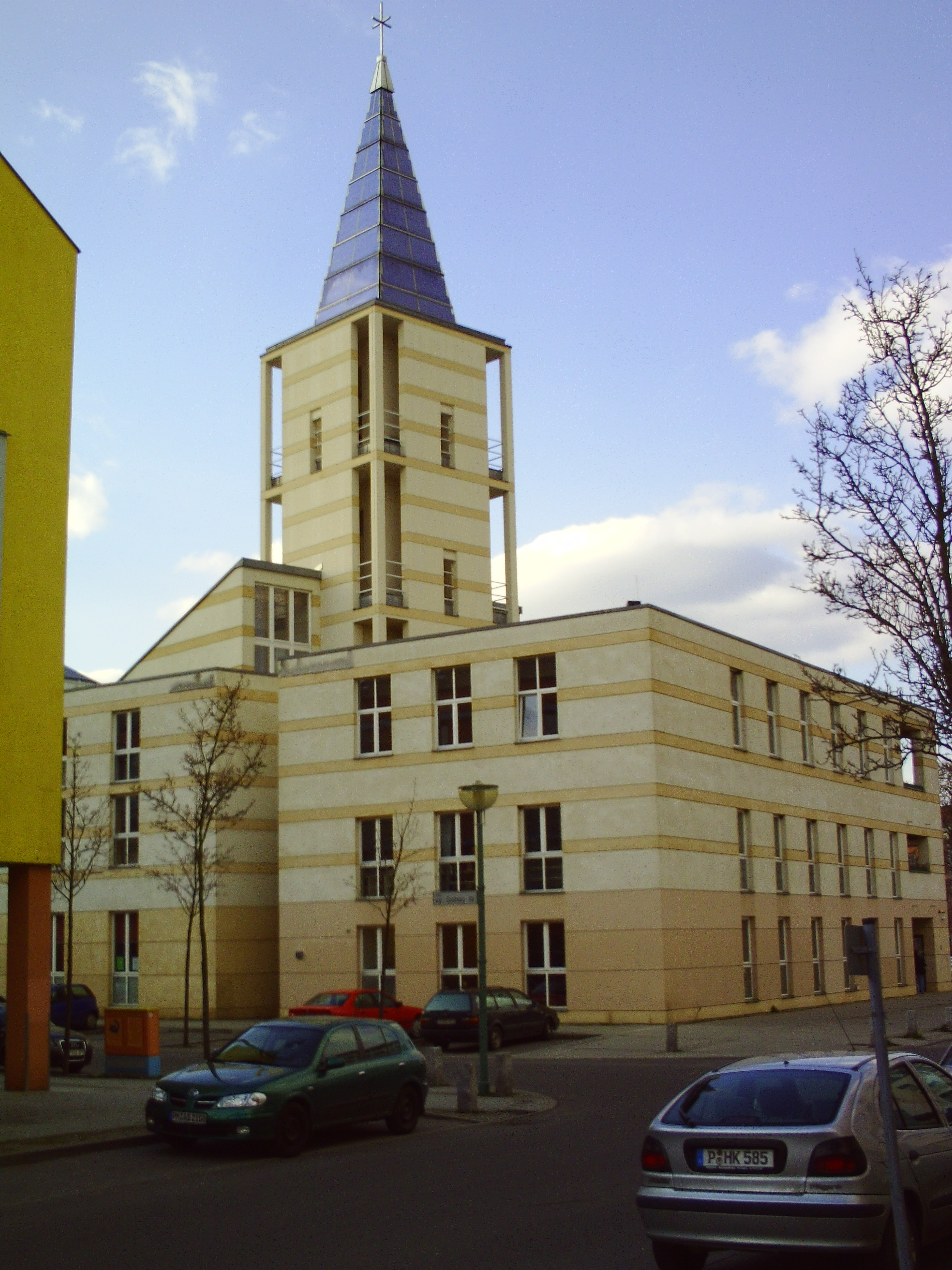
Centro evangelico a Kirchsteigfeld

Dopo aver concluso gli studi universitari nel 1969, laureandosi in architettura presso l'Università IUAV di Venezia, collabora al "Gruppo Architettura" di Carlo Aymonino. Diventa nel 1975 professore di Composizione Architettonica e ne dirige il dipartimento di Progettazione Architettonica dal 1991 al 1997, insegnando anche in alcune università tedesche. Dal 2007 al 2010 è stato presidente del Consiglio di Corso di Studi in Architettura all'Università degli Studi di Udine, dove tuttora svolge l'attività didattica nel settore della Composizione Architettonica.
È autore, assieme alla moglie Paola Sonia Gennaro, di numerose pubblicazioni e curatore di mostre internazionali, tra le quali va ricordata 1781-1841 Schinkel. l'architetto del principe (1981), presentata a Venezia ed a Roma in Campidoglio, che portò per la prima volta fuori dalla Repubblica democratica tedesca i disegni custoditi all'Altes Museum. I suoi scritti sono stati anche tradotti in inglese e tedesco.
Riceve nel 1991 il "Leone di Pietra" per la miglior partecipazione italiana alla quinta mostra internazionale di Architettura alla Biennale di Venezia.

## Opere principali

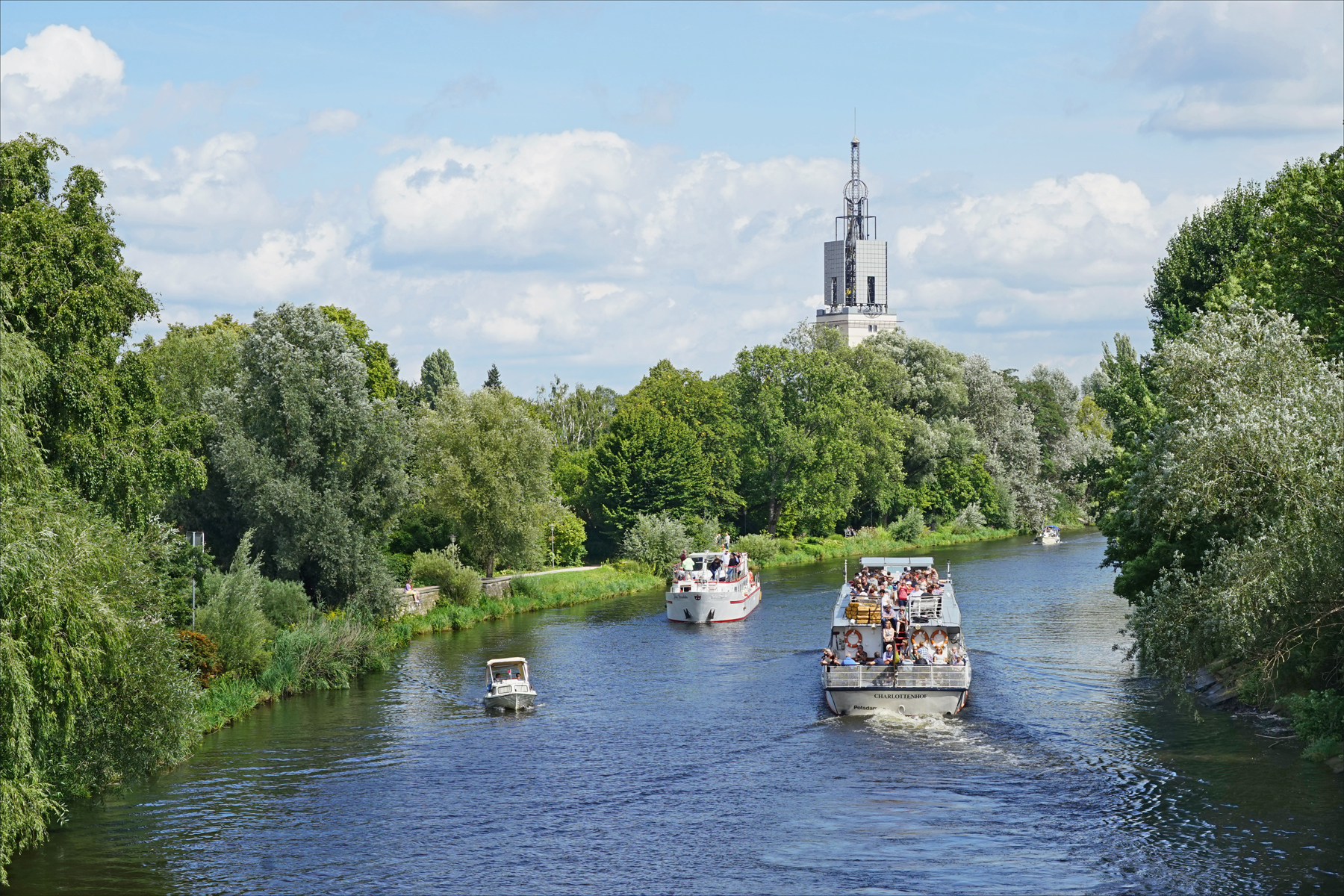
Potsdam, vista sulla Neue Fahrt (un braccio dell’Havel) verso alla torre del Residenza Heilig-Geist-Park

- Chiesa di S. Lucia, Gemona del Friuli (UD), 1988–94
- Case di Kirchsteigfeld, Potsdam, 1993–94
- Centro evangelico a Kirchsteigfeld, Potsdam, 1996
- Residenza anziano Heilig-Geist-Park, Potsdam, 1997
- Unter den Linden – Friedrichstrasse, Haus 4, Berlino, 2004-09

## Pubblicazioni
- G. Riemann (curatore), L. Semerani (contributi), A. R. Burelli (contributi), O. Zoeggler (contributi), Schinkel, l'architetto del principe (1781-1841), catalogo della mostra, Albrizzi - Cluva, 1982
- P. Gennaro (a cura di), Augusto Romano Burelli. Trilogia di un mestiere 1972-1986, Edizioni Biblioteca dell'immagine, 1986
- A. R. Burelli, P. Gennaro, La moschea di Sinan. I disegni dello studio Burelli e Gennaro, 1988, ISBN 9788885067561
- G. Semper, A. R. Burelli (a cura di), Lo stile nelle arti tecniche e tettoniche o estetica pratica: manuale per tecnici, artisti e amatori, Laterza, Roma 1992, ISBN 88-420-4058-4
- A. R. Burelli, Die Wiederentdeckte Platz, 2000-2001, 2001
- A. R. Burelli, Entwürfe für Potsdam. 1991-2001, Stiftung Preußische Schlösser und Gärten, 2001
- A. R. Burelli, Mors et renovatio dell'antico, Il Poligrafo, 2004, ISBN 9788871154091
- A. R. Burelli, P. Gennaro, La città come investitore. Il piano di ricostruzione urbana, Gaspari, 2007, ISBN 9788875410872
- A. R. Burelli, S. Pradissitto (a cura di), Dialoghi del mercoledì, Mimesis Edizioni, 2008, ISBN 9788884838650
- A. R. Burelli, È l'architettura ancora insegnabile? Sul Declino dell'arte del costruire, Aiòn Edizioni, Firenze 2010, ISBN 9788888149691
- A. R. Burelli, L'integrale di Pytheos: Dodici lezioni sull'eredità dell'antico, Aiòn Edizioni, Firenze 2017, ISBN 9788898262519